# Полюс (компанія)
ЗАТ «Полюс» — російська золотодобувна компанія. Одна з найбільших в світі і найбільша в Росії за обсягом видобутку золота.
Утворена на базі однойменної артілі старателів.
Працює у важкодоступних районах Крайньої Півночі (Чукотка, Магадан) і Красноярського краю. Здала у держфонд Росії десятки тонн золота.
Засновник і керівник компанії — Хазрет М. Совмен.
ЗАТ «Полюс» розробляє Олімпіадінське золоторудне родовище (одне з найбільших в Росії, сер. вміст золота в руді 4г/т), в резерві — Тирадинське родов., в стадії оцінки — Олєньє та Благодатноє родов.
Основне виробництво ЗАТ «Полюс» — Олімпіадінський ГЗК. Руду видобувають відкритим способом. За гідрометалургійною технологією (ціанування і сорбційне вилуговування) збагачують окиснені руди. Працює нове унікальне біогідрометалургійне виробництво.